# ضیافت (فیلم ۱۹۵۱)
ضیافت فیلمی ژاپنی در ژانر درام به کارگردانی میکیو ناروسه است که در سال ۱۹۵۱ منتشر شد. از بازیگران آن می‌توان به ستسوکو هارا و هاروکو سوگیمورا اشاره کرد.